# Mercado Campesino de Tarija
El Mercado Campesino de Tarija es uno de los centros de abasto más importantes del sur de Bolivia y constituye un espacio clave tanto para la economía popular como para la identidad urbana de la ciudad. Ubicado en una zona periférica pero altamente transitada, este mercado comercializa productos agropecuarios y de consumo diario, especialmente para las poblaciones migrantes y campesinas. Aunque fue concebido como un espacio para la venta directa del productor al consumidor, hoy en día alberga una gran diversidad de productos, comerciantes y servicios, convirtiéndose en un centro multifuncional.

## Historia
El origen del Mercado Campesino se remonta a la creación de la Central Regional de Cooperativas Agropecuarias de Tarija (CERCAT Ltda.) el 20 de abril de 1974, impulsada por la Federación Departamental de Trabajadores Campesinos liderada por Luis Castrillo. Su objetivo principal era enfrentar la pobreza rural y eliminar a los intermediarios que obtenían mayores beneficios a costa del esfuerzo campesino. Posteriormente, en 1986, se creó el Consejo Regional de Abasto y Mercadeo Agropecuario (CRAMA) para facilitar la venta al por mayor, especialmente desde camiones transportadores de productos agrícolas.
Con el paso de los años, el lugar se transformó en un núcleo comercial de grandes dimensiones, articulado también con otros espacios vecinos como el mercado La Loma. Hoy, el eje Mercado Campesino - La Loma constituye un foco de comercio intenso, especialmente para los migrantes, desplazando en importancia incluso al Mercado Central histórico de la ciudad. En total, más de 800 personas se dedican a la venta en esta zona, entre vendedores formales e informales, aunque se ha señalado que muchos han abandonado la venta directa en favor del rol de intermediarios.
El crecimiento urbano y la concentración de actividades llevaron a problemas de saturación y logística, lo que motivó el traslado parcial de los camiones de venta a nuevas áreas como el mercado Abasto del Sur, medida acordada en 2018 por varias organizaciones y autoridades locales.

## El incendio de 2015
En la madrugada de un domingo de 2015, un corto circuito provocó un incendio devastador que afectó gravemente al Mercado Campesino. Las llamas consumieron parte importante de la infraestructura y mercancía, dejando a 600 comerciantes afectados perdieron sus puestos y productos. El fuego fue contenido con dificultad gracias a la acción de los bomberos, autoridades municipales y los propios afectados. El incidente visibilizó la vulnerabilidad de la infraestructura del mercado y la necesidad de implementar medidas de seguridad y modernización.

## Desarrollo institucional y uso del espacio público
El Mercado Campesino enfrenta retos relacionados con la sobre población de vendedores, la competencia entre pequeños productores y revendedores, y la presión urbana por una reorganización del comercio. A pesar de ello, continúa siendo el principal centro de abasto para miles de familias y un eje económico vital en la región. En 2023, se convirtió en uno de los primeros mercados del país en contar con WiFi gratuito, gracias a un convenio entre el Gobierno y organizaciones campesinas, lo que permite a los hijos e hijas de las y los comerciantes estudiar y conectarse a internet mientras sus padres trabajan.